# 遠山景行
遠山 景行（とおやま かげゆき）は、戦国時代の武将。明知遠山氏当主。美濃国恵那郡明知城主。父は遠山景成（一説に明智光継）。妻は三宅髙貞の娘。

## 生涯
永正6年（1509年）に明知遠山氏の遠山景成の子として生まれた。
大永年間（1521年～1528年）伝えによれば遠山景保の子の遠山直景は明知城を景行に渡して退去し、士卒180名を率いて関東へ赴き北条早雲の配下に入った。
大永5年（1525年）、景行が、久昌山安住寺を創建した。
天文12年（1543年）景行（惣四郎）が当主となり、その前後に三河加茂郡東広瀬城主の三宅髙貞の娘を妻とした。
天文21年（1552年）土岐郡の高山城主の高山光俊(伊賀守)が没したが後継者が無かったため城主が不在となった。そのため可児郡御嵩城主の小栗重則(信濃守)が高山城を攻めて占領しようとした。そのことを肥田民部から、岩村城主の遠山景前に連絡があったので、景前は甲斐の武田信玄に早馬を送り相談した。
信玄は平井頼母と後藤庄助を大将として、景行・遠山三郎兵衛・遠山左衛門佐・小里光忠・その子の小里内作・小里助左衛門・小里右衛門太郎らを高山城へ向かわせた。
小栗重則(信濃守)も千人余で大富山に陣を取り川端に押し寄せた。景行・小里親子・平井親子・後藤らは浅野村に陣を取り川を隔てて矢を射かけた。小栗は川を渡って戦い高山城に迫ったが遠山景行と小里親子の30余騎が馬上から鑓を執って真直ぐに進むと小栗勢が敗北したので川を越えて追った。大富山の下で小里出羽守が小栗の長臣を討取ると小栗は引き返したので、肥田村の天福寺の高根で70余りの首実検を行った。
その後、逆に御嵩城は攻められ落城し小栗重則は自刃した。その結果、御嵩城までが武田氏の勢力下に入った。後藤庄助は討死したが、土岐郡の高山城には平井光行・平井頼母の親子が入り城主となった。以降、景行は、小里光忠らとともに武田信玄に属した。(小里記)
やがて景行を含めた遠山各氏は、美濃で勢力を拡張する織田信長に接近した。（後述の異説によると、景行は織田信長の正室の伯父となり、織田家と結びつく必然性がある。その縁もあったためか、織田氏と武田氏が対立してからは、織田氏につくことになった）。
天文24年（1555年）、三河の足助周辺の小領主であった原田・簗瀬・横山・深見・安藤らは阿摺衆という地域連合を結成して今川義元に従い、小渡を経て明知城を攻めた。この時に岩村遠山氏の遠山景前が武田信玄に助けを求めたのを機に、遠山氏は武田氏の傘下に入ったという説がある。
弘治元年（1555年）9月には、順調かに見えた今川義元の三河経略も景行と遠山景前の支援を受けた足助鈴木氏が蜂起、これに三河加茂郡東広瀬城主の三宅髙貞が同調した他、大給松平氏の松平親乗も今川氏に叛旗を翻した。これに対して今川義元は同月中に遠江衆を動員して親乗討伐に向かわせるが退けられ失敗した。
元亀元年（1570年）武田信玄は本願寺と結び、足利義昭に忠義を誓い、信長打倒のために西上を開始した（西上作戦）。
東美濃においては、その11月武田の将の秋山虎繁が徳川氏の本拠地である三河国へ攻め込もうとして美濃国恵那郡の上村に侵入し、上村合戦が勃発した。
同年12月28日、景行を総大将に飯羽間城の遠山友勝、千旦林城の吉村源蔵、串原城の遠山右馬助景男・遠山五郎経景、小里城の小里内作、高山城の平井光行、阿木城の遠山某、そして徳川氏は山家三方衆・三河衆を派遣して合せて5000人で備えた。景行はそれぞれの進路にある飯田洞の阿寺砦、上村の前田砦、漆原の漆原城に兵を入れ自身は岩井戸砦で指揮を執ることにした。武田（秋山）軍は部隊を3つに分け本隊は根羽村から大桑峠を越えて小笹原を通って前田砦を、残りの二隊は平谷村から阿寺砦を、小田子から漆原城を、それぞれ目指した。12月28日隘峡の地で、串原遠山氏1000人が武田（秋山）軍の望月勢を攻撃して戦闘が開始した。初戦で望月勢が引き下がる様子を見せたので、串原勢は機に乗じて攻め立てたが、望月勢は足場の良い場所で踏みとどまり左右両翼に兵を広げて、原・芝山勢の兵は串原勢の両翼を攻撃し、更に望月勢が正面から攻め立てたから、串原勢は敗北した。遠山氏の二番手が串原勢に代わって戦おうとしたが、敵勢の攻撃が激しくて悉く崩れたのを見て、総大将の景行は、備えを進めて戦おうとしたが、先駆の秋山勢の500人が景行の背後に出て奇襲を行い、前後から挟撃した。景行は奮戦したものの遠山氏は一族・郎党が悉く敗れ去ったので、5～6名の兵とともに血路を開いて落ち、漆原の山中にて自刃した。
最期に槍を地面に突き刺したところ清水が湧き出たので、その水を飲んだという一杯清水という湧水跡があり、傍らに遠山塚と彫られた大きな石碑がある。
享年64、墓は恵那市明智町杉野の安住寺にあり、永禄4年（1561年）に亡くなった妻の墓もある。
景行の墓碑には、以下の文言が刻まれている。
また、子の利景が建立した龍護寺にも墓がある。法名は、乾樹院殿文岳宗叔大居士。明知遠山氏は嫡男の景玄の子の一行が継いだ。

## 異説
明治期に阿部直輔によって謄写校正された『恵那叢書』（鷹見弥之右衛門著）によると、美濃出身で織田信長の重臣となった明智光秀の叔父である明智光安は景行の事であるとしている。その説に従うと景行は明智光継の三男として生まれ、明知遠山氏を継いだ事となる。また永井寛が『明智光秀』でその説を補強している。
景行は入道して宗叔と号しているが、明智光安は宗宿（または宗寂）と号していて類似しており、また景行より前と以降で明知遠山氏の墓所が異なることも根拠となるという。
明智氏は美濃源氏の土岐氏の庶流であるのに対し、遠山氏は、元は藤原氏の庶流の加藤氏なので異なる家系であることは明らかである。